# Joventut Badalona

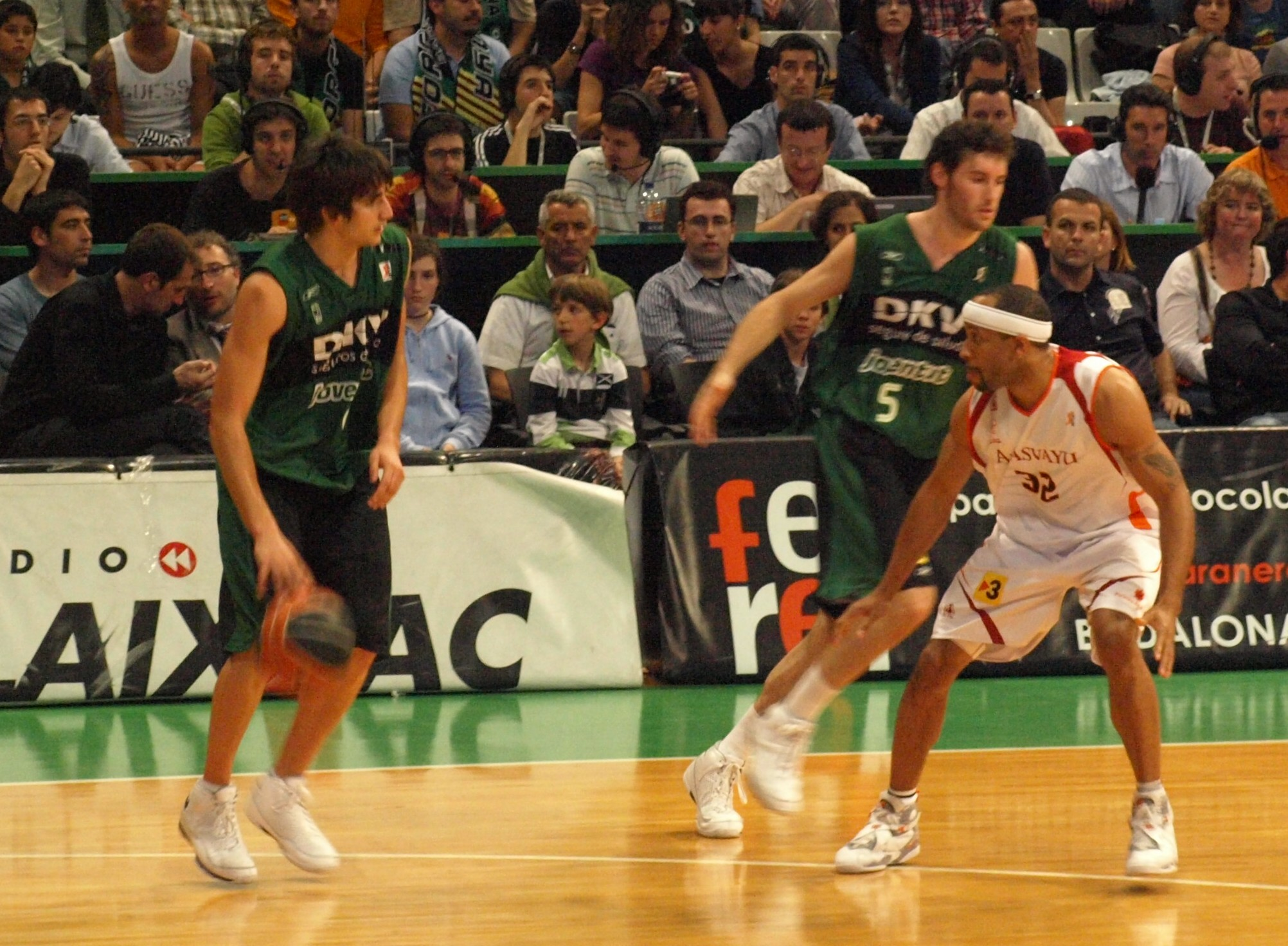
Ricky Rubio podczas meczu z Akasvayu Girona (z 5. Rudy Fernandez)

DKV Joventut Badalona – hiszpański zawodowy klub koszykarski z siedzibą w Badalonie. Obok Realu Madryt i Estudiantes Madryt Joventut jest drużyną, która nigdy nie spadła z I ligi hiszpańskiej – ACB.
W zespole grali i grają m.in. Quinton Hosley, Ricky Rubio, Rudy Fernández, Raül López, Sergi Vidal, Jordi Vallacampa, Jerome Moiso, Darryl Middleton, Alex Mumbrú, Maceo Baston czy Elmer Bennett.

## Historia
Klub powstał 30 marca 1930 roku jako Penya Spirit of Badalona. Oprócz sekcji koszykówki w klubie utworzono sekcje kolarstwa, tenisa stołowego i piłki nożnej. W dwa lata później klub zmienił nazwę na Centre Esportiu Badaloní, a siedem lat później na Club Joventut Badalona. 1940 roku natomiast sekcja koszykówki zaczęła grać w strojach zielono-czarnych, które później stały się barwami klubu.
Pomiędzy latami pięćdziesiątymi i siedemdziesiątymi największym rywalem zespołu z Badalony byli koszykarze Realu Madryt, walcząc o największe laury w lidze hiszpańskiej. Jednak to w latach 80. i 90. Joventut przeżywał najlepsze swoje chwile w historii. Dzisiaj zespół sponsoruje firma DKV, a klub powoli wraca do swoich świetnych występów na przełomie lat 80. i 90.
Joventut słynie z bardzo dobrej ręki do szkolenia młodzieży, dzięki czemu uważa się go za najważniejszy koszykarski klub w Hiszpanii. Real Madryt i FC Barcelona – kluby, które więcej uwagi zwracają na sekcje piłkarskie, z tego też powodu oba kluby niezbyt Joventut lubią.
Tym bardziej, że nie Barcelona, a właśnie Joventut Badalona  był pierwszym katalońskim klubem, który wygrał Eurolige. Dzisiaj, głównie dzięki wschodzącej gwieździe – Rickym Rubio – potrafił zdobyć Puchar Europy i zwyciężyć w Pucharze ULEB.

## Hale
- Pavelló de la Plana (1962–72), przed 1962 rokiem zespół występował na otwartych stadionach.
- Pavelló d'Ausiàs March (1972–91), znana także pod nazwą Pavelló Club Joventut (5000 miejsc)[1].
- Palau Olímpic (od 1991)

## Wycofane numery

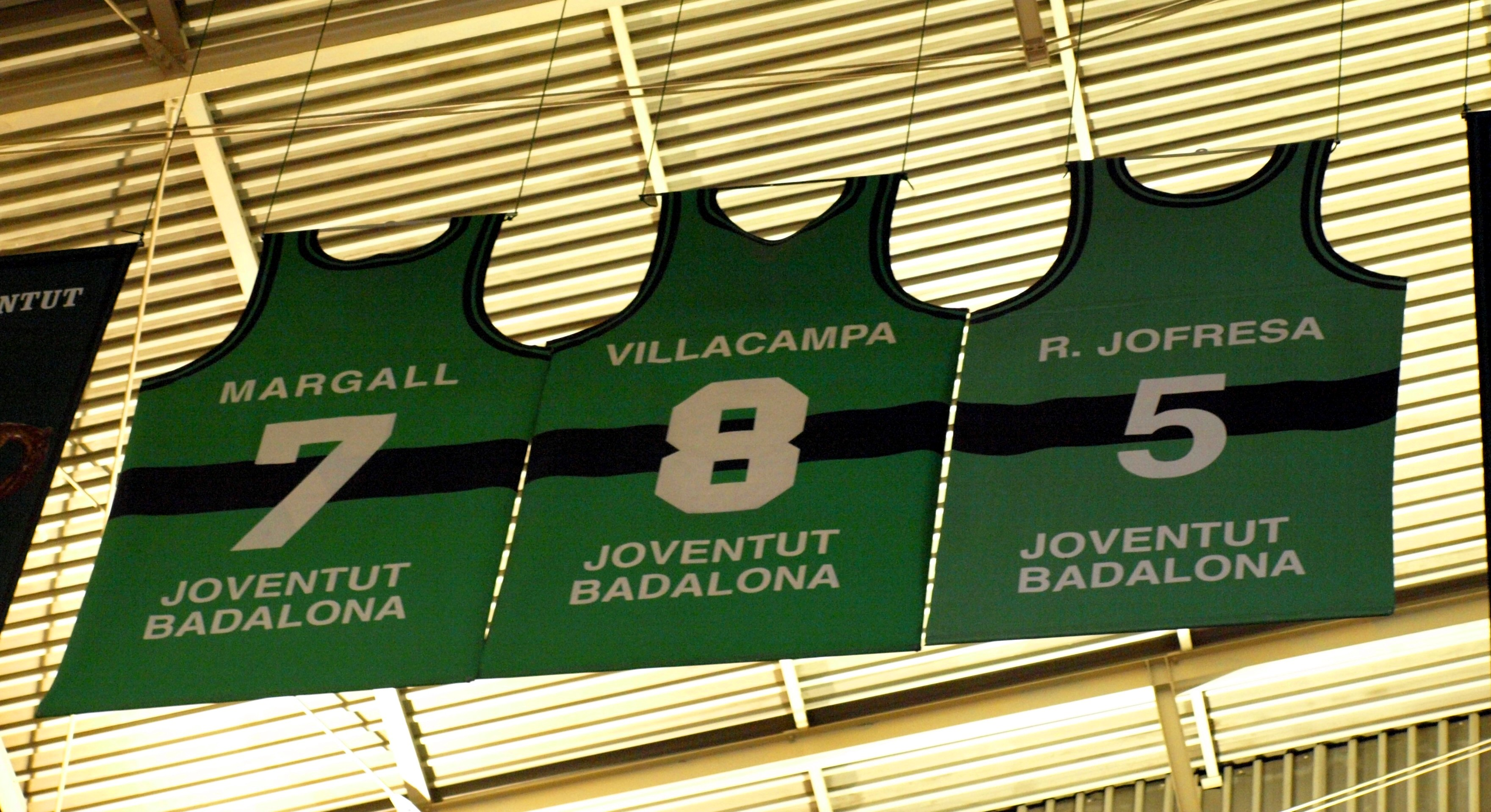
Trzy wycofane koszulki w Palau Olímpic.

- 5 Rafael Jofresa, G, 1983–1996, 2000–2003; Jedynie Rudy Fernández dostał pozwolenie by w niej występować.
- 7 Josep Maria Margall, F, 1972–1990
- 8 Jordi Villacampa, F, 1980–1997

## Sukcesy
- mistrzostwo Euroligi w 1994 roku
- zdobycie Pucharu ULEB w 2008 roku
- 2-krotne zdobycie Pucharu Koracza w 1981 i 1990 roku
- zdobycie Pucharu Europy w 2006 roku
- 4-krotny mistrz Hiszpanii w latach 1967, 1978, 1991 I 1992
- 8-krotny zdobywca Pucharu Hiszpanii w latach 1948, 1953, 1955, 1958, 1969, 1976, 1997 i 2008
- 3-krotny zdobywca Pucharu Asturii w latach 1987, 1989 i 1991
- 11-krotny mistrz Katalonii w latach 1987, 1988, 1989, 1991, 1992, 1993, 1995, 1999, 2006, 2008 i 2009

## Wyniki sezon po sezonie
| Sezon   | Poziom           | Liga             | Poz.                                                                             | play-off                                                                         | SR                                                                               | PO                                                                               | Puchar Hiszpanii                                                                 | Inne puchary                                                                     | Inne puchary                                                                     | Rozgrywki europejskie                                                            | Rozgrywki europejskie                                                            | Rozgrywki europejskie                                                            |
| ------- | ---------------- | ---------------- | -------------------------------------------------------------------------------- | -------------------------------------------------------------------------------- | -------------------------------------------------------------------------------- | -------------------------------------------------------------------------------- | -------------------------------------------------------------------------------- | -------------------------------------------------------------------------------- | -------------------------------------------------------------------------------- | -------------------------------------------------------------------------------- | -------------------------------------------------------------------------------- | -------------------------------------------------------------------------------- |
| 1930–56 | Puchar Hiszpanii | Puchar Hiszpanii | 3-krotny mistrz (47–48, 52–53, 54-55), 3-krotny wicemistrz (49–50, 51-52, 53–54) | 3-krotny mistrz (47–48, 52–53, 54-55), 3-krotny wicemistrz (49–50, 51-52, 53–54) | 3-krotny mistrz (47–48, 52–53, 54-55), 3-krotny wicemistrz (49–50, 51-52, 53–54) | 3-krotny mistrz (47–48, 52–53, 54-55), 3-krotny wicemistrz (49–50, 51-52, 53–54) | 3-krotny mistrz (47–48, 52–53, 54-55), 3-krotny wicemistrz (49–50, 51-52, 53–54) | 3-krotny mistrz (47–48, 52–53, 54-55), 3-krotny wicemistrz (49–50, 51-52, 53–54) | 3-krotny mistrz (47–48, 52–53, 54-55), 3-krotny wicemistrz (49–50, 51-52, 53–54) | 3-krotny mistrz (47–48, 52–53, 54-55), 3-krotny wicemistrz (49–50, 51-52, 53–54) | 3-krotny mistrz (47–48, 52–53, 54-55), 3-krotny wicemistrz (49–50, 51-52, 53–54) | 3-krotny mistrz (47–48, 52–53, 54-55), 3-krotny wicemistrz (49–50, 51-52, 53–54) |
| 1956–57 | 1                | I liga           | 6                                                                                | –                                                                                | 2–8                                                                              | –                                                                                | –                                                                                | –                                                                                | –                                                                                | –                                                                                | –                                                                                | –                                                                                |
| 1957–58 | 1                | I liga           | 2                                                                                | Wicemistrzostwo                                                                  | 14–1–3                                                                           | –                                                                                | Mistrzostwo                                                                      | –                                                                                | –                                                                                | –                                                                                | –                                                                                | –                                                                                |
| 1958–59 | 1                | I liga           | 3                                                                                | –                                                                                | 17–5                                                                             | –                                                                                | Ćwierćfinał                                                                      | –                                                                                | –                                                                                | –                                                                                | –                                                                                | –                                                                                |
| 1959–60 | 1                | I liga           | 2                                                                                | Wicemistrzostwo                                                                  | 16–1–5                                                                           | –                                                                                | Półfinał                                                                         | –                                                                                | –                                                                                | –                                                                                | –                                                                                | –                                                                                |
| 1960–61 | 1                | I liga           | 4                                                                                | –                                                                                | 14–8                                                                             | –                                                                                | Ćwierćfinał                                                                      | –                                                                                | –                                                                                | –                                                                                | –                                                                                | –                                                                                |
| 1961–62 | 1                | I liga           | 2                                                                                | Wicemistrzostwo                                                                  | 13–5                                                                             | –                                                                                | Ćwierćfinał                                                                      | –                                                                                | –                                                                                | –                                                                                | –                                                                                | –                                                                                |
| 1962–63 | 1                | I liga           | 3                                                                                | Faza finałowa                                                                    | 6–4                                                                              | 3–3                                                                              | –                                                                                | –                                                                                | –                                                                                | –                                                                                | –                                                                                | –                                                                                |
| 1963–64 | 1                | I liga           | 3                                                                                | Faza finałowa                                                                    | 7–5                                                                              | 6–4                                                                              | –                                                                                | –                                                                                | –                                                                                | –                                                                                | –                                                                                | –                                                                                |
| 1964–65 | 1                | I liga           | 3                                                                                | –                                                                                | 8–6                                                                              | –                                                                                | Półfinał                                                                         | –                                                                                | –                                                                                | –                                                                                | –                                                                                | –                                                                                |
| 1965–66 | 1                | I liga           | 4                                                                                | –                                                                                | 10–8                                                                             | –                                                                                | Wicemistrzostwo                                                                  | –                                                                                | –                                                                                | –                                                                                | –                                                                                | –                                                                                |
| 1966–67 | 1                | I liga           | 1                                                                                | Mistrzostwo                                                                      | 18–2                                                                             | –                                                                                | Półfinał                                                                         | –                                                                                | –                                                                                | 2 Puchar Zdobywców                                                               | CF                                                                               | 5–2                                                                              |
| 1967–68 | 1                | I liga           | 3                                                                                | –                                                                                | 16–4                                                                             | –                                                                                | Wicemistrzostwo                                                                  | –                                                                                | –                                                                                | 1 Puchar Europy                                                                  | FG                                                                               | 5–2                                                                              |
| 1968–69 | 1                | I liga           | 2                                                                                | Wicemistrzostwo                                                                  | 15–3–4                                                                           | –                                                                                | Mistrzostwo                                                                      | –                                                                                | –                                                                                | –                                                                                | –                                                                                | –                                                                                |
| 1969–70 | 1                | I liga           | 3                                                                                | –                                                                                | 17–1–4                                                                           | –                                                                                | Wicemistrzostwo                                                                  | –                                                                                | –                                                                                | 2 Puchar Zdobywców                                                               | CF                                                                               | 4–2                                                                              |
| 1970–71 | 1                | I liga           | 2                                                                                | Wicemistrzostwo                                                                  | 21–1                                                                             | –                                                                                | Wicemistrzostwo                                                                  | –                                                                                | –                                                                                | 2 Puchar Zdobywców                                                               | CF                                                                               | 6–2                                                                              |
| 1971–72 | 1                | I liga           | 3                                                                                | –                                                                                | 17–5                                                                             | –                                                                                | Wicemistrzostwo                                                                  | –                                                                                | –                                                                                | 2 Puchar Zdobywców                                                               | PF                                                                               | 4–2                                                                              |
| 1972–73 | 1                | I liga           | 2                                                                                | Wicemistrzostwo                                                                  | 25–2–3                                                                           | –                                                                                | Półfinał                                                                         | –                                                                                | –                                                                                | 2 Puchar Zdobywców                                                               | PF                                                                               | 5–3                                                                              |
| 1973–74 | 1                | I liga           | 3                                                                                | –                                                                                | 22–1–5                                                                           | –                                                                                | Wicemistrzostwo                                                                  | –                                                                                | –                                                                                | 3 Puchar Koracia                                                                 | CF                                                                               | 5–1                                                                              |
| 1974–75 | 1                | I liga           | 3                                                                                | –                                                                                | 16–1–5                                                                           | –                                                                                | Ćwierćfinał                                                                      | –                                                                                | –                                                                                | 2 Puchar Zdobywców                                                               | CF                                                                               | 4–3                                                                              |
| 1975–76 | 1                | I liga           | 3                                                                                | Faza finałowa                                                                    | 15–7                                                                             | 5–5                                                                              | Mistrzostwo                                                                      | –                                                                                | –                                                                                | 3 Puchar Koracia                                                                 | PF                                                                               | 5–2                                                                              |
| 1976–7  | 1                | I liga           | 3                                                                                | –                                                                                | 15–1–6                                                                           | –                                                                                | Półfinał                                                                         | –                                                                                | –                                                                                | 2 Puchar Zdobywców                                                               | PF                                                                               | 7–5                                                                              |
| 1977–78 | 1                | I liga           | 1                                                                                | Mistrzostwo                                                                      | 20–2                                                                             | –                                                                                | Półfinał                                                                         | –                                                                                | –                                                                                | 3 Puchar Koracia                                                                 | PF                                                                               | 9–1                                                                              |
| 1978–79 | 1                | I liga           | 3                                                                                | –                                                                                | 16–2–4                                                                           | –                                                                                | Ćwierćfinał                                                                      | –                                                                                | –                                                                                | 1 Puchar Europy                                                                  | PF                                                                               | 8–8                                                                              |
| 1979–80 | 1                | I liga           | 3                                                                                | –                                                                                | 15–7                                                                             | –                                                                                | Półfinał                                                                         | –                                                                                | –                                                                                | 3 Puchar Koracia                                                                 | CF                                                                               | 4–4                                                                              |
| 1980–81 | 1                | I liga           | 5                                                                                | –                                                                                | 16–1–9                                                                           | –                                                                                | Półfinał                                                                         | –                                                                                | –                                                                                | 3 Puchar Koracia                                                                 | M                                                                                | 7–2                                                                              |
| 1981–82 | 1                | I liga           | 5                                                                                | –                                                                                | 15–11                                                                            | –                                                                                | Ćwierćfinał                                                                      | –                                                                                | –                                                                                | 3 Puchar Koracia                                                                 | CF                                                                               | 3–3                                                                              |
| 1982–83 | 1                | I liga           | 7                                                                                | –                                                                                | 14–1–11                                                                          | –                                                                                | Ćwierćfinał                                                                      | –                                                                                | –                                                                                | 3 Puchar Koracia                                                                 | CF                                                                               | 1–5                                                                              |
| 1983–84 | 1                | Liga ACB         | 3                                                                                | Półfinał                                                                         | 20–8                                                                             | 4–3                                                                              | 4. miejsce                                                                       | –                                                                                | –                                                                                | –                                                                                | –                                                                                | –                                                                                |
| 1984–85 | 1                | Liga ACB         | 2                                                                                | Wicemistrzostwo                                                                  | 21–7                                                                             | 5–4                                                                              | Wicemistrzostwo                                                                  | –                                                                                | –                                                                                | –                                                                                | –                                                                                | –                                                                                |
| 1985–86 | 1                | Liga ACB         | 3                                                                                | Półfinał                                                                         | 22–6                                                                             | 3–2                                                                              | Wicemistrzostwo                                                                  | Superpuchar                                                                      | M                                                                                | 2 Puchar Zdobywców                                                               | PF                                                                               | 6–2                                                                              |
| 1986–87 | 1                | Liga ACB         | 2                                                                                | Wicemistrzostwo                                                                  | 23–5                                                                             | 6–3                                                                              | Wicemistrzostwo                                                                  | Superpuchar                                                                      | M                                                                                | 2 Puchar Zdobywców                                                               | CF                                                                               | 3–3                                                                              |
| 1986–87 | 1                | Liga ACB         | 2                                                                                | Wicemistrzostwo                                                                  | 23–5                                                                             | 6–3                                                                              | Wicemistrzostwo                                                                  | Puchar Księcia                                                                   | C                                                                                | 2 Puchar Zdobywców                                                               | CF                                                                               | 3–3                                                                              |
| 1987–88 | 1                | Liga ACB         | 4                                                                                | Półfinał                                                                         | 17–11                                                                            | 4–3                                                                              | Półfinał                                                                         | Superpuchar                                                                      | W                                                                                | 2 Puchar Zdobywców                                                               | W                                                                                | 8–3                                                                              |
| 1987–88 | 1                | Liga ACB         | 4                                                                                | Półfinał                                                                         | 17–11                                                                            | 4–3                                                                              | Półfinał                                                                         | Puchar Księcia                                                                   | PF                                                                               | 2 Puchar Zdobywców                                                               | W                                                                                | 8–3                                                                              |
| 1988–89 | 1                | Liga ACB         | 3                                                                                | Półfinał                                                                         | 23–13                                                                            | 3–3                                                                              | Półfinał                                                                         | Puchar Księcia                                                                   | M                                                                                | 3 Puchar Koracia                                                                 | CF                                                                               | 6–2                                                                              |
| 1989–90 | 1                | Liga ACB         | 2                                                                                | Wicemistrzostwo                                                                  | 24–12                                                                            | 5–3                                                                              | Wicemistrzostwo                                                                  | –                                                                                | –                                                                                | 3 Puchar Koracia                                                                 | M                                                                                | 11–1–2                                                                           |
| 1990–91 | 1                | Liga ACB         | 1                                                                                | Mistrzostwo                                                                      | 30–4                                                                             | 10–2                                                                             | 3. miejsce                                                                       | Puchar Księcia                                                                   | M                                                                                | 3Puchar Koracia                                                                  | PF                                                                               | 9–3                                                                              |
| 1991–92 | 1                | Liga ACB         | 1                                                                                | Mistrzostwo                                                                      | 26–8                                                                             | 10–6                                                                             | 3. miejsce                                                                       | –                                                                                | –                                                                                | 1 Euroliga                                                                       | W                                                                                | 14–4                                                                             |
| 1992–93 | 1                | Liga ACB         | 2                                                                                | Wicemistrzostwo                                                                  | 24–7                                                                             | 9–7                                                                              | Wicemistrzostwo                                                                  | –                                                                                | –                                                                                | 1 Euroliga                                                                       | FG                                                                               | 6–6                                                                              |
| 1993–94 | 1                | Liga ACB         | 3                                                                                | Półfinał                                                                         | 18–10                                                                            | 6–4                                                                              | Ćwierćfinał                                                                      | –                                                                                | –                                                                                | 1 Euroliga                                                                       | M                                                                                | 15–5                                                                             |
| 1994–95 | 1                | Liga ACB         | 14                                                                               | –                                                                                | 17–21                                                                            | –                                                                                | Ćwierćfinał                                                                      | –                                                                                | –                                                                                | 1 Euroliga                                                                       | FG                                                                               | 2–14                                                                             |
| 1995–96 | 1                | Liga ACB         | 13                                                                               | –                                                                                | 17–21                                                                            | –                                                                                | –                                                                                | –                                                                                | –                                                                                | –                                                                                | –                                                                                | –                                                                                |
| 1996–97 | 1                | Liga ACB         | 4                                                                                | Półfinał                                                                         | 21–13                                                                            | 3–4                                                                              | Mistrzostwo                                                                      | –                                                                                | –                                                                                | –                                                                                | –                                                                                | –                                                                                |
| 1997–98 | 1                | Liga ACB         | 6                                                                                | Ćwierćfinał                                                                      | 24–10                                                                            | 1–3                                                                              | Wicemistrzostwo                                                                  | –                                                                                | –                                                                                | 2 Eurocup                                                                        | TOP 16                                                                           | 10–4                                                                             |
| 1998–99 | 1                | Liga ACB         | 10                                                                               | –                                                                                | 18–16                                                                            | –                                                                                | Ćwierćfinał                                                                      | –                                                                                | –                                                                                | 2 Puchar Saporty                                                                 | CF                                                                               | 13–3                                                                             |
| 1999–00 | 1                | Liga ACB         | 11                                                                               | –                                                                                | 16–18                                                                            | –                                                                                | –                                                                                | –                                                                                | –                                                                                | –                                                                                | –                                                                                | –                                                                                |
| 2000–01 | 1                | Liga ACB         | 14                                                                               | –                                                                                | 11–23                                                                            | –                                                                                | –                                                                                | –                                                                                | –                                                                                | –                                                                                | –                                                                                | –                                                                                |
| 2001–02 | 1                | Liga ACB         | 9                                                                                | –                                                                                | 18–16                                                                            | –                                                                                | Ćwierćfinał                                                                      | –                                                                                | –                                                                                | –                                                                                | –                                                                                | –                                                                                |
| 2002–03 | 1                | Liga ACB         | 7                                                                                | Ćwierćfinał                                                                      | 18–16                                                                            | 0–3                                                                              | Ćwierćfinał                                                                      | –                                                                                | –                                                                                | 2 ULEB Cup                                                                       | PF                                                                               | 9–7                                                                              |
| 2003–04 | 1                | Liga ACB         | 8                                                                                | Ćwierćfinał                                                                      | 16–18                                                                            | 0–3                                                                              | Wicemistrzostwo                                                                  | –                                                                                | –                                                                                | 2 ULEB Cup                                                                       | CF                                                                               | 8–6                                                                              |
| 2004–05 | 1                | Liga ACB         | 7                                                                                | Ćwierćfinał                                                                      | 20–14                                                                            | 1–3                                                                              | –                                                                                | –                                                                                | –                                                                                | 2 ULEB Cup                                                                       | TOP 16                                                                           | 6–1–5                                                                            |
| 2005–06 | 1                | Liga ACB         | 4                                                                                | Półfinał                                                                         | 23–11                                                                            | 5–3                                                                              | Ćwierćfinał                                                                      | –                                                                                | –                                                                                | 3 FIBA Eurocup                                                                   | M                                                                                | 13–3                                                                             |
| 2006–07 | 1                | Liga ACB         | 4                                                                                | Półfinał                                                                         | 23–11                                                                            | 5–5                                                                              | Półfinał                                                                         | Superpuchar                                                                      | PF                                                                               | 1 Euroliga                                                                       | TOP 16                                                                           | 8–12                                                                             |
| 2007–08 | 1                | Liga ACB         | 3                                                                                | Półfinał                                                                         | 25–9                                                                             | 2–3                                                                              | Mistrzostwo                                                                      | –                                                                                | –                                                                                | 2 ULEB Cup                                                                       | M                                                                                | 16–1                                                                             |
| 2008–09 | 1                | Liga ACB         | 5                                                                                | Ćwierćfinał                                                                      | 22–10                                                                            | 1–2                                                                              | Ćwierćfinał                                                                      | Superpuchar                                                                      | PF                                                                               | 1 Euroliga                                                                       | SR                                                                               | 4–6                                                                              |
| 2009–10 | 1                | Liga ACB         | 11                                                                               | –                                                                                | 15–19                                                                            | –                                                                                | Ćwierćfinał                                                                      | –                                                                                | –                                                                                | 2 Eurocup                                                                        | TOP 16                                                                           | 8–4                                                                              |
| 2010–11 | 1                | Liga ACB         | 13                                                                               | –                                                                                | 14–20                                                                            | –                                                                                | Ćwierćfinał                                                                      | –                                                                                | –                                                                                | –                                                                                | –                                                                                | –                                                                                |
| 2011–12 | 1                | Liga ACB         | 11                                                                               | –                                                                                | 16–18                                                                            | –                                                                                | –                                                                                | –                                                                                | –                                                                                | –                                                                                | –                                                                                | –                                                                                |
| 2012–13 | 1                | Liga ACB         | 11                                                                               | –                                                                                | 16–18                                                                            | –                                                                                | –                                                                                | –                                                                                | –                                                                                | –                                                                                | –                                                                                | –                                                                                |
| 2013–14 | 1                | Liga ACB         | 9                                                                                | –                                                                                | 16–18                                                                            | –                                                                                | –                                                                                | –                                                                                | –                                                                                | –                                                                                | –                                                                                | –                                                                                |
| 2014–15 | 1                | Liga ACB         | 7                                                                                | Ćwierćfinał                                                                      | 19–15                                                                            | 0–2                                                                              | Półfinał                                                                         | –                                                                                | –                                                                                | –                                                                                | –                                                                                | –                                                                                |
| 2015–16 | 1                | Liga ACB         | 13                                                                               | –                                                                                | 13–21                                                                            | –                                                                                | –                                                                                | –                                                                                | –                                                                                | –                                                                                | –                                                                                | –                                                                                |

### Skład w Eurolidze 1993-94
Rafael Jofresa
Tomas Jofresa
Jordi Villacampa
Corny Thompson
Juan Antonio Morales
Ferran Martinez
Mike Smith
Daniel Perez
Alfonso Albert
Joffre Lleal
Daniel Garcia Gutierrez
Ivan Corrales
trener Zeljko Obradović

### Skład w FIBA EuroCup 2006
Aloysius Anagonye
Ricky Rubio
Rudy Fernandez
Marcelo Huertas
Fran Vasquez
Elmer Bennett
Robert Archibald
Lubos Barton
Jesse Young
Andrew Betts
Alex Mumbru
Dmitry Flis
Henk Norel
Pau Ribas
trener Aitor Garcia Reneses

### Skład w Pucharze ULEB 2008
Demond Mallet
Ricky Rubio
Rudy Fernandez
Joseph Franch
Jerome Moiso
Jan-Hendrik Jagla
Petar Popović
Lubos Barton
Edu Hernandez-Sonseca
Ferran lavina
Pere Tomas
Dmitry Flis
Pau Ribas
trener Aitor Garcia Reneses

## Trenerzy
- Xavier Estruch	1939–1941
- Luis Antoja	1941–1943
- Gironés	1943–1944
- Xavier Estruch	1944–1946
- Vicenç Lleal	1946–1947
- José Tomas	1947–1948
- José Vila	1947–1950
- José Maria Costa	1950–1951
- José Grau	1951–1953
- Joaquín Broto	1953–1955
- J. Jiménez	1955–1956
- Joaquín Broto	1956–1958
- Rafael Murgadas	1958–1959
- José Grau	1959–1961
- Joan Canals	1961–1962
- Antonio Molina	1962–1963
- Albert Gasulla	1963–1964
- Antonio Molina	1963–1964
- Eduardo Kucharski	1965–1969
- Josep Lluís Cortés	1969–1972
- Clinton Morris	1972–1973
- Josep Lluís Cortés	1973–1975
- Eduardo Kucharski	1975–1976
- Josep María Meléndez	1975–1977
- Antoni Serra	1977–1979
- Josep Lluís Cortés	1979–1980
- Manel Comas	1980–1982
- Joaquín Costa Prat	1981–1982
- Jack Schrader	1982–1983
- Aíto García Reneses	1983–1985
- Miquel Nolis	1985–1986
- Alfred Julbe	1986–1989
- Herb Brown	1989–1990
- Lolo Sainz	1990–1993
- Željko Obradović	1993–1994
- Pedro Martínez	1994–1995
- Miquel Nolis	1994–1995
- Zoran Slavnić	1995–1996
- Alfred Julbe	1996–2000
- Josep Maria Izquierdo	1999–2001
- Manel Comas	2000–2003
- Aíto García Reneses	2003–2008
- Sito Alonso	2008–2010
- Pepu Hernández	2010–2011
- Salva Maldonado	2011–2016
- Diego Ocampo od 2016